# Acremonium argemones
Acremonium argemones är en svampart som beskrevs av Purkay. & Mallik 1978. Acremonium argemones ingår i släktet Acremonium, ordningen köttkärnsvampar, klassen Sordariomycetes, divisionen sporsäcksvampar och riket svampar.   Inga underarter finns listade i Catalogue of Life.